# Кобенова Батиш
Батиш Кобенова (Кобонова) (1913, аїл Сару, тепер Джеті-Огузького району Іссик-Кульської області Киргизстану — ?) — радянська киргизька діячка, вчителька Саруйської середньої школи Покровського району Іссик-Кульської області Киргизької РСР. Депутат Верховної ради СРСР 4-го скликання.

## Життєпис
Народилася в бідній селянській родині. З 1929 по 1934 рік навчалася в медичній школі міста Фрунзе Киргизької АРСР.
У 1934—1936 роках — вчителька Кашгар-Кишлацької початкової школи Ошського району. У 1936—1938 роках — вчителька початкових шкіл Покровського району Киргизької РСР.
З 1939 року навчалася в Пржевальському педагогічному училищі імені Максима Горького.
Після закінчення училища працювала вчителькою і завідувачем початкової школи в Покровському районі Іссик-Кульської області.
З 1949 року — вчителька початкових класів Саруйської середньої школи імені Горького Покровського району Іссик-Кульської області Киргизької РСР.
Подальша доля невідома.

## Нагороди
- медаль «За доблесну працю у Великій Вітчизняній війні 1941—1945 рр.» (1945)
- медалі